# Debellatio
O termo "debellatio" ou "debelação" (latim "derrotar, ou o ato de conquistar ou subjugar", literalmente, "guerrear (o inimigo) para baixo", do latim bellum "guerra") designa o fim da guerra causado pela destruição completa de um estado hostil. O professor de direito israelense Eyal Benvenisti o define como "uma situação em que uma parte de um conflito foi totalmente derrotada na guerra, suas instituições nacionais se desintegraram e nenhum de seus aliados continua a desafiar o inimigo militarmente em seu nome".

## Exemplos

### Cartago
Em alguns casos, a debelação termina com a completa dissolução e anexação do estado derrotado ao território nacional do vencedor, como aconteceu no final da Terceira Guerra Púnica com a derrota de Cartago por Roma no século II aC.

### Alemanha nazista
A rendição incondicional do Terceiro Reich, em sentido estrito apenas das Forças Armadas Alemãs, no final da Segunda Guerra Mundial foi na época aceita pela maioria das autoridades como um caso de debellatio como:
- Houve uma dissolução completa do Reich alemão,[3][4][5][6][7][8] incluindo todos os escritórios.
- O Conselho de Controle Aliado detinha a soberania sobre o território da Alemanha.
- Grande parte do território do Reich alemão foi anexado (ver antigos territórios orientais da Alemanha)
- Nenhum estado alemão unitário permaneceu, o Reich alemão sendo sucedido pela República Federal da Alemanha e pela República Democrática Alemã.

Outras autoridades, apoiadas nos acórdãos do Tribunal Constitucional Federal alemão, argumentaram que um Estado alemão permaneceu em existência de 1945 a 1949, embora adormecido e sem qualquer componente institucional ou organizacional, com base em que:
- A maior parte do território que compunha a Alemanha antes do Anschluss não foi anexada.
- A população alemã ainda existia e foi reconhecida como tendo nacionalidade alemã.
- Instituições alemãs como tribunais nunca deixaram de existir, embora o Conselho de Controle Aliado governasse o território.
- Eventualmente, um governo alemão recuperou plena soberania sobre todo o território alemão que não havia sido anexado (ver reunificação alemã).
- A República Federal da Alemanha se vê como a continuação legal do Reich alemão.[3][9]

A posição oficial do governo ocupado aliado, bem como de todos os governos alemães subsequentes desde então, foi e continua sendo que o regime nazista era "ilegal"; com leis e veredictos impostos durante o Terceiro Reich sendo regularmente declarados inválidos. Os aliados não consideravam o povo alemão e os nazistas indistinguíveis, muito pelo contrário. Após a rendição, o partido nazista foi e permanece até hoje fora da lei; várias restrições foram impostas a ex-membros do partido nazista, incluindo proibições de concorrer ou ocupar cargos públicos, embora essas leis tenham sido posteriormente reduzidas. Após o fim da ocupação aliada, a Alemanha Ocidental assumiu um certo grau de responsabilidade pelas atrocidades cometidas pela Alemanha nazista e concordou em fazer grandes pagamentos de reparação às suas vítimas.

### Outros
- República de Veneza. Veja Queda da República de Veneza.
- Estados Confederados da América. Veja Conclusão da Guerra Civil Americana.
- Áustria-Hungria. Veja Tratado de Trianon e Tratado de Saint Germain.
- Vietnã do Sul. Veja Queda de Saigon
- Reino de Jerusalém. Veja Cerco de Jerusalém (1187)